# Pedro García (baloncestista)
Pedro García Carrero (Madrid, 5 de junio de 1998), es un baloncestista español. Mide 2.03 metros y se desempeña en la posición de alero, pudiendo actuar también como ala-pívot. 

## Trayectoria deportiva
Tras formarse en las categorías inferiores del Real Canoe, comenzó su carrera en las filas del Zentro CB disputando dos temporadas en Liga EBA y logrando el ascenso a LEB Plata en 2019/20. En la temporada 2020/21 permanece en el club madrileño en LEB Plata, promediando 9.5 puntos y 4.4 rebotes.
En la temporada 2021/22 ficha con el Club Baloncesto Tizona, también de LEB Plata, logrando medias de 5.6 puntos y 2.8 rebotes por encuentro y acreditando un 70% de efectividad en tiros de dos puntos.
En 2022/23 firma con el C.B. Benicarló, nuevamente disputando la LEB Plata y mejorando su rendimiento hasta los 6.6 puntos y 6.1 rebotes por partido. En la temporada 2023/24 permanece en el club castellonés, acreditando medias de 6.8 puntos, 4.8 rebotes y 1.8 asistencias.
En julio de 2024 firma con el Cáceres Patrimonio de la Humanidad, club de Segunda FEB. En esta temporada 2024/25 registró medias de 8.8 puntos y 5.3 rebotes.